# Грейт-Ярмут (избирательный округ, Великобритания)
Грейт-Ярмут (англ. Great Yarmouth) — избирательный округ в графстве Норфолк, представленный в Палате общин парламента Великобритании. От округа избирается один член парламента по мажоритарной избирательной системе. С 2010 года округ представлен консерватором Брэндоном Льюисом.
Избирательный округ Грейт-Ярмут был создан в XIII веке. В ходе изменения границ округов 2010 года, территория Грейт-Ярмута осталась неизменной. В 2015 году электорат округа составлял 77 675 человек (общее население — 97 570 человек). Площадь составляла 181,3 км².
В ходе выборов 2017 года мандат Брэндона Льюиса был продлён.
| Парламентские выборы 2017: Грейт-Ярмут | Парламентские выборы 2017: Грейт-Ярмут | Парламентские выборы 2017: Грейт-Ярмут | Парламентские выборы 2017: Грейт-Ярмут | Парламентские выборы 2017: Грейт-Ярмут | Парламентские выборы 2017: Грейт-Ярмут |
| Партия                                 | Партия                                 | Кандидат                               | Голоса                                 | %                                      | ±%                                     |
| -------------------------------------- | -------------------------------------- | -------------------------------------- | -------------------------------------- | -------------------------------------- | -------------------------------------- |
|                                        | Консервативная                         | Брэндон Льюис                          | 23 901                                 | 54,1                                   | +11,2                                  |
|                                        | Лейбористская                          | Майк Смит-Клэр                         | 15 928                                 | 36,1                                   | +7,0                                   |
|                                        | Партия независимости                   | Кэтрин Блейклок                        | 2767                                   | 6,3                                    | -16,8                                  |
|                                        | Либеральные демократы                  | Джеймс Джойс                           | 987                                    | 2,2                                    | -0,1                                   |
|                                        | Зелёные                                | Гарри Уэбб                             | 563                                    | 1,3                                    | -0,9                                   |

В 2019 году Брэндон Льюис продлил свой мандат.   
| Парламентские выборы 2019: Грейт-Ярмут | Парламентские выборы 2019: Грейт-Ярмут | Парламентские выборы 2019: Грейт-Ярмут | Парламентские выборы 2019: Грейт-Ярмут | Парламентские выборы 2019: Грейт-Ярмут | Парламентские выборы 2019: Грейт-Ярмут |
| Партия                                 | Партия                                 | Кандидат                               | Голоса                                 | %                                      | ±%                                     |
| -------------------------------------- | -------------------------------------- | -------------------------------------- | -------------------------------------- | -------------------------------------- | -------------------------------------- |
|                                        | Консервативная                         | Брэндон Льюис                          | 28 593                                 | 65,8                                   | +11,6                                  |
|                                        | Лейбористская                          | Майк Смит-Клэр                         | 10 930                                 | 25,1                                   | -10,9                                  |
|                                        | Либеральные демократы                  | Джеймс Джойс                           | 1661                                   | 3,8                                    | +1,6                                   |
|                                        | Зелёные                                | Энн Киллетт                            | 1064                                   | 2,4                                    | +1,2                                   |